# Исмайлов, Фарид Камиль оглы
Фарид Камиль оглы Исмайлов (азерб. İsmayılov Fərid Kamil oğlu; род. 19 мая 1994, село Сейидбазар, Джалилабадский район, Азербайджан) — азербайджанский борец вольного стиля, бронзовый призёр чемпионата мира по корешу, двукратный чемпион Татарстана по борьбе среди студентов, многократный призёр чемпионатов Азербайджана.

## Биография
Фарид Исмайлов родился 19 мая 1994 года в селе Сейидбазар, Джалилабадского района Азербайджана. Начальное среднее образование получил в родной деревне с 2001 по 2011 годы. В 2014 году, в связи с учебой переехал в Российскую Федерацию, город Казань. С того же года является студентом факультета ФКБЖ Казанского (Приволжского) федерального университета.

### Спортивная карьера
С 2004 года начал заниматься борьбой в спортивном обществе «Тахсил», города Джалилабада. Первым тренером был Джейхун Агамалыев, у которого Фарид занимался до 2010 года. В 2010 году был призван в юношескую сборную Азербайджана, где занимался под руководством Вахида Мамедова. Защищал цвета клуба «Локомотив» (Джалилабад) и «Гемрюкчю» (Джалилабад). На данный момент тренером спортсмена является Абитов А.Т.

#### Азербайджан
С 2004 года принимал участие в детских, юношеских, молодежных и взрослых чемпионатах Азербайджана по борьбе, где многократно становился призёром и победителем в различных весовых категориях.

#### Россия
После переезда в связи с учебой в Российскую Федерацию, город Казань, продолжил свою спортивную карьеру, участвуя в основном в студенческих соревнованиях. Дважды, в 2014 и 2015 года принимал участие в Спартакиадах высших учебных заведений Республики Татарстан, где становился победителем. В 2015 году также завоевал золотую медаль в открытом Всероссийском турнире по вольной борьбе на призы ОАО «Газпром Трансгаз-Казань», посвященный 55-летию мастера спорта СССР, заслуженного тренера России Булатова Равиля Габдулхаковича. В ноябре 2015 года стал бронзовым призёром 4-го чемпионата мира по борьбе «Кореш», проходившим в Казани.

## Достижения
| Соревнования                                                           | Место проведения     | Дата проведения        | Весовая категория | Место   |
| ---------------------------------------------------------------------- | -------------------- | ---------------------- | ----------------- | ------- |
| VI Республиканские игры среди юношей                                   | Баку, Азербайджан    | 2008 год               | 35 кг             | Бронза  |
| Республиканский турнир среди юношей памяти Рашида Мамедбекова          | Баку, Азербайджан    | 9-11 ноября 2009 года  | 42 кг             | Серебро |
| Международный турнир среди юношей памяти Мушфига Исаева                | Баку, Азербайджан    | 17 января 2010 года    | 42 кг             | Золото  |
| Чемпионат Азербайджана среди юношей (Зональные соревнования)           | Сальяны, Азербайджан | 10 февраля 2010 года   | 42 кг             | Золото  |
| Чемпионат Азербайджана среди юношей                                    | Баку, Азербайджан    | 9-19 марта 2010 года   | 42 кг             | Серебро |
| Чемпионат Азербайджана среди юношей                                    | Баку, Азербайджан    | 23-24 марта 2010 года  | 42 кг             | Серебро |
| Международный турнир среди юношей памяти Мушфига Исаева                | Баку, Азербайджан    | 15 января 2011 года    | 46 кг             | Бронза  |
| Чемпионат Азербайджана среди взрослых                                  | Баку, Азербайджан    | 2013 год               | 50 кг             | Бронза  |
| Чемпионат города Баку                                                  | Баку, Азербайджан    | 4-5 декабря 2013 года  | 55 кг             | Золото  |
| Чемпионат Азербайджана среди молодежи                                  | Баку, Азербайджан    | 7 марта 2014 года      | 50 кг             | Бронза  |
| Международный турнир на Кубок ФБА среди юношей и молодежи              | Баку, Азербайджан    | 18-22 апреля 2014 года | 50 кг             | Бронза  |
| Чемпионат Европы среди молодежи                                        | Катовице, Польша     | 17-18 июня 2014 года   | 57 кг             | 9       |
| Спартакиада высших учебных заведений Республики Татарстан              | Казань, Россия       | 28-30 ноября 2014 года | 57 кг             | Золото  |
| IV чемпионат мира по корешу                                            | Казань, Россия       | 19-23 ноября 2015 года | 60 кг             | Бронза  |
| Спартакиада высших учебных заведений Республики Татарстан              | Казань, Россия       | 27-29 ноября 2015 года | 57 кг             | Золото  |
| Открытый Всероссийский турнир по вольной борьбе памяти Равиля Булатова | Казань, Россия       | 2015 год               | 57 кг             | Золото  |